# Morebilus diversus
Espèce
Synonymes
- Hemicloea diversa L. Koch, 1875
- Hemicloea praesignis L. Koch, 1876

Morebilus diversus est une espèce d'araignées aranéomorphes de la famille des Trachycosmidae.

## Distribution
Cette espèce est endémique d'Australie. Elle se rencontre au Queensland, dans le Territoire du Nord, dans le Nord de l'Australie-Occidentale et dans l'extrême Nord de l'Australie-Méridionale.

## Description
Le mâle décrit par Platnick en 2002 mesure 10 mm et la femelle 12 mm.

## Systématique et taxinomie
Cette espèce a été décrite sous le protonyme Hemicloea diversa par L. Koch en 1875. Elle est placée dans le genre Rebilus par Simon  en 1880 puis dans le genre Morebilus par Platnick en 2002.
Hemicloea praesignis a été placée en synonymie par Platnick en 2002.

## Publication originale
- L. Koch, 1875 : Die Arachniden Australiens. Nürnberg, vol. 1, p. 577-740 (texte intégral).